# Kevin Speer
Kevin Speer (27 novembre 1996) è un ex calciatore britannico originario di Turks e Caicos, di ruolo difensore.

## Carriera

### Club
Dal 2011 al 2017 ha giocato nell'AFC Academy.

### Nazionale
Ha esordito in nazionale il 2 luglio 2011 nella partita di qualificazione ai Mondiali 2014 che la sua squadra ha perso per 4-0 contro le Bahamas.